# Úhorná
Úhorná (in ungherese Dénes) è un comune della Slovacchia facente parte del distretto di Gelnica, nella regione di Košice.